# Warcraft III: Reforged
Warcraft III: Reforged  (укр. Військове ремесло III: Перекування) — відеогра жанру стратегії у реальному часі, розроблена Blizzard Entertainment та Lemon Sky Studios. Гру офіційно була анонсовано 2 листопада 2018 року на BlizzCon 2018 в Анагаймі, Сполучені Штати Америки. Офіційна дата випуску гри — 28 січня 2020 року. Warcraft III: Reforged є ремастером (оновленою версією) гри Warcraft III: Reign of Chaos і офіційного доповнення до неї The Frozen Throne.

## Нововведення

### Ігровий процес
Warcraft III: Reforged містить оновлену графіку з чіткішими текстурами та деталізованішими моделями персонажів і довкілля. Анімація при цьому суттєво не змінилася та має стільки ж кадрів, як і оригінал. Гра може працювати в роздільності 4K. Відеовставки та сцени на рушієві гри також перероблені заново в більшій роздільності та з більшою деталізацією. Озвучені діалоги перезаписані заново, а репліки синхронізовано з рухами губ персонажів.
Структура карт (локацій) не зазнала великих змін, за винятком деяких місцевостей, вигляд яких підігнано під той, що вони мають у World of Warcraft. В сюжетній кампанії додався легкий рівень складності.
Інтерфейс дещо змінений для роботи на великих моніторах. Зокрема, нижня панель поділена на окремі блоки, а вікно героя не має рамки. Класичний інтерфейс також доступний і вмикається окремими пунктом налаштувань.
У багатокористувацькій грі лоббі збільшено до 24-х учасників. Додано можливість залучати до гри друзів із сервісу Battle.net.
Разом з тим оригінальна Warcraft III позбулася низки багатокористувацьких функцій, щоб забезпечити перехресну гру для власників Warcraft III та Warcraft III: Reforged. Так, було прибрано клани, автоматичні турніри, багатокористувацьку гру по LAN і в офлайні, таблицю лідерів. За новою угодою з користувачами, Blizzard Entertainment отримала права на будь-які матеріали, створені спільнотою гравців на основі ігор (модифікації, карти тощо).

### Сюжет
Планувалося внести корективи до сюжету ремастера, щоб узгодити його з World of Warcraft. Письменниця Крісті Ґолден, авторка романів за всесвітом Warcraft, мала доповнити Warcraft III: Reforged принаймні декількома репліками зі свого роману «Артас: Повстання короля-ліча» (2009). Редактор Джастін Ґрут підкреслював, що роль таких персонажок, як Сільвана Вітрокрила та Джайна Праудмур значно розширилася в наступних творах, порівняно з Warcraft III.
Однак, у 2019 році віце-президент Blizzard Entertainment, Роберт Брайденбекер, визнав, що негативна реакція шанувальників оригінальної гри спонукала відмовитися від змін сюжету і він цілком повторюватиме сюжет оригінальної гри.

## Критика
| Агрегатор  | Оцінка |
| ---------- | ------ |
| Metacritic | 59/100 |

| Видання        | Оцінка |
| -------------- | ------ |
| Game Informer  | 6/10   |
| GameStar       | 66/100 |
| IGN            | 7/10   |
| PC Gamer (США) | 59/100 |

Поціновувачі всесвіту Warcraft негативно сприйняли нову гру серії. На сайті-агрегаторі Metacritic було настільки багато негативних відгуків, що рейтинг гри серед користувачів склав 0,5, що є найнижчим показником серед всіх ігор. Критики також відгукувалися про ремастер негативно, але середня оцінка зрештою склала 59/100. В той же час Warcraft III: Reforged отримала на Metacritic перше місце з-поміж найобговорюваніших відеоігор 2020 року.
Ліана Гафер з IGN відгукнулася, що візуальне оновлення — це головне, що робить гру привабливою. Гра має недоліки, такі як невчасний відгук кнопок, некоректне відображення карти, накладання елементів інтерфейсу одних на одні. В той же час багатокористувацький режим приємний, навіть позбувшись деяких функцій оригіналу. «Порівняно незначні недоліки цього видання не повинні заважати вам повернутися до класичної епохи Азероту або зануритися вперше» — підсумовувалося у висновку.
На думку Деніела Тека з Game Informer, тоді як довкілля виглядає в ремастері чудово, вигляду деяких персонажів бракує індивідуальності. Це, втім, не заважає отримувати задоволення від проходження кампанії та багатокористувацької гри, хоча нова політика Blizzard позбавляє творців нового вмісту прав на нього. «Warcraft III була чудовою грою, але мені складно знайти причину повернутися до неї в такій формі. В Reforged є низка помилок, відсутність відточки, усунення багатокористувацьких опції, присутніх в оригіналу, кидається в очі, та непримітні нові моделі».
Кріс Картер з Destructoid писав, що гра в своїй основі працює і кожен матч все ще можна проходити безліччю різних способів. Але вона робить надто мало, щоб відрізнятися від оригіналу, і виправдання, що це зроблено на прохання фанатів, спантеличує — колишня Blizzard виконувала всі свої обіцянки непохитно. «Warcraft III: Reforged — це і початок, і кінець епохи. Вона працює певною мірою завдяки величезному таланту оригінальних творців Warcraft III та нестандартним користувацьким картам, але це й близько не схоже на Blizzard».
У лютому 2020 Blizzard дозволила всім, хто купили Warcraft III: Reforged, повернути кошти (зробити «рефанд», refund) за гру без додаткових умов. Один з ентузіастів розробив сайт «Warcraft III: Refunded», де висміяв Blizzard Entertainment.